# Rai Sport (kanał telewizyjny)

Rai Sport – sportowy kanał telewizyjny nadawany w języku włoskim. Dostępny jest w przekazie niekodowanym (FTA) z satelity Hot Bird oraz w niektórych sieciach telewizji kablowej. Dostęp do kanału posiadają również abonenci polskich satelitarnych platform cyfrowych.

## Historia
Rai Sport zaczął nadawanie 1 lutego 1999 jako Rai Sport Satellite. Rai Sport Satellite miało też drugą nazwę: Rai Sport Sat. Od 18 maja 2010 nazywa się ta stacja Rai Sport, a jego siostrzane (dawniej Rai Sport più) Rai Sport 2.